# BenQ-Siemens EL71
BenQ-Siemens EL71 — сотовый телефон второго поколения фирмы BenQ-Siemens. Был разработан инженерами фирмы Siemens, как и BenQ-Siemens EF81 и BenQ-Siemens S68, ещё до продажи мобильного отделения BenQ Mobile.

## Описание
Корпус в основном состоит из сплава алюминия и магния, задняя часть верхней половины пластиковая. Аппарат выпускается в цветовых вариантах Opal Black и Quartz Anthracite, задняя часть аппарата чёрная у обоих вариантов; первый имеет белую подсветку клавиш, второй - синюю.
В основе телефона лежит микроконтроллер Infineon PMB8876 S-GOLD2. Телефон является прямым потомком Siemens S75, однако лишён мультимедийного процессора ATI Gimmick W2182, вследствие чего отсутствует возможность передачи стереопотока через профиль Bluetooth A2DP на внешние устройства (например, беспроводные стереонаушники), также аппарат оснащён новым интерфейсным разъёмом Nano.ATI является чипом, а этот телефон управляется процессором.
Существуют операторские версии аппарата для T-Mobile и Orange (BenQ-Siemens ELF1), существует версия для Китая (BenQ-Siemens ELC1).

## Характеристики
| Общие характеристики              | Общие характеристики |
| --------------------------------- | --- |
| Диапазоны частот                  | GSM 900, GSM 1800, GSM 1900 |
| Тип корпуса                       | раздвижной |
| Конструкция                       | навигационная кнопка |
| Антенна                           | встроенная |
| Вес                               | 94 г |
| Размеры                           | 90x46.3x16.5 мм |
| Звонки                            | |
| Тип мелодий                       | 64-голосная полифония |
| Виброзвонок                       | есть |
| Редактор мелодий                  | нет |
| Связь                             | |
| Интерфейсы                        | COM-порт, USB, Bluetooth |
| Доступ в интернет                 | CSD, WAP, GPRS, EDGE, POP/SMTP-клиент |
| Синхронизация с компьютером       | есть |
| Сообщения                         | |
| Дополнительные функции SMS        | ввод текста со словарём |
| MMS                               | есть |
| EMS                               | нет |
| Другие функции                    | |
| Громкая связь(встроенный динамик) | есть |
| Экран                             | |
| Тип экрана                        | цветной TFT экран, 262144 цветов |
| Размер изображения                | 240x320 пикс. |
| Мультимедийные возможности        | |
| Встроенная фотокамера             | 1280x1024 (1.3 млн пикс.) |
| Запись видеороликов               | есть |
| Аудио                             | SRT, IMY, MIDI, AMR, WAV, MP3, AAC(+, ++) |
| Видео                             | 3GP, MPEG4, полноэкранный просмотр |
| Игры                              | есть |
| Java-приложения                   | есть |
| Объём встроенной памяти           | 16 МБ |
| Тип карты памяти                  | microSD |
| Питание                           | |
| Тип аккумулятора                  | Li-Ion |
| Ёмкость аккумулятора              | 570 мАч |
| Время разговора                   | 4:00 ч: мин |
| Время ожидания                    | 280:00 ч: мин |
| Записная книжка и органайзер      | |
| Записная книжка в аппарате        | 1000 номеров |
| Органайзер                        | будильник, калькулятор, планировщик задач |
| Дополнительная информация         | |
| Комплектация                      | - Диск с ПО (Mobile Phone Manager, Adobe Acrobat Reader), стандартным медиаконтентом и Flash-презентацией телефона - Зарядное устройство - Инструкция и гарантийный талон |
| Особенности                       | - диктофон с возможностью записи разговора - LED-вспышка с возможностью использования в качестве фонарика                                                                 |

## Похожие модели
- BenQ-Siemens E71
- Samsung SGH-D520
- Samsung SGH-E900
- Samsung SGH-Z550
- Siemens SL75
- Siemens S75